# Eurodam (schip, 2008)
De Eurodam is een cruiseschip dat vaart voor de Holland-Amerika Lijn. Het is het eerste schip uit de Signature Class. Het was bij levering het grootste schip dat de HAL in haar vloot had. Tegenwoordig zijn dat de schepen uit de Pinnacle Class. De thuishaven is Rotterdam.

Het schip werd gebouwd door Fincantieri's Marghera shipyard in Italië. De totale kosten waren begroot op 450 miljoen dollar. MS Eurodam is het eerste schip van Holland-Amerika Lijn dat deze naam draagt.
Op dinsdag 1 juli 2008 werd het schip door toenmalig koningin Beatrix in Rotterdam gedoopt. Diezelfde dag vierde de Holland-Amerika Lijn haar 135-jarig bestaan.
Haar maidentrip begon op 5 juli 2008 in Kopenhagen, de cruise van 10 dagen ging van daar langs Noorwegen en Schotland.

## Galerij

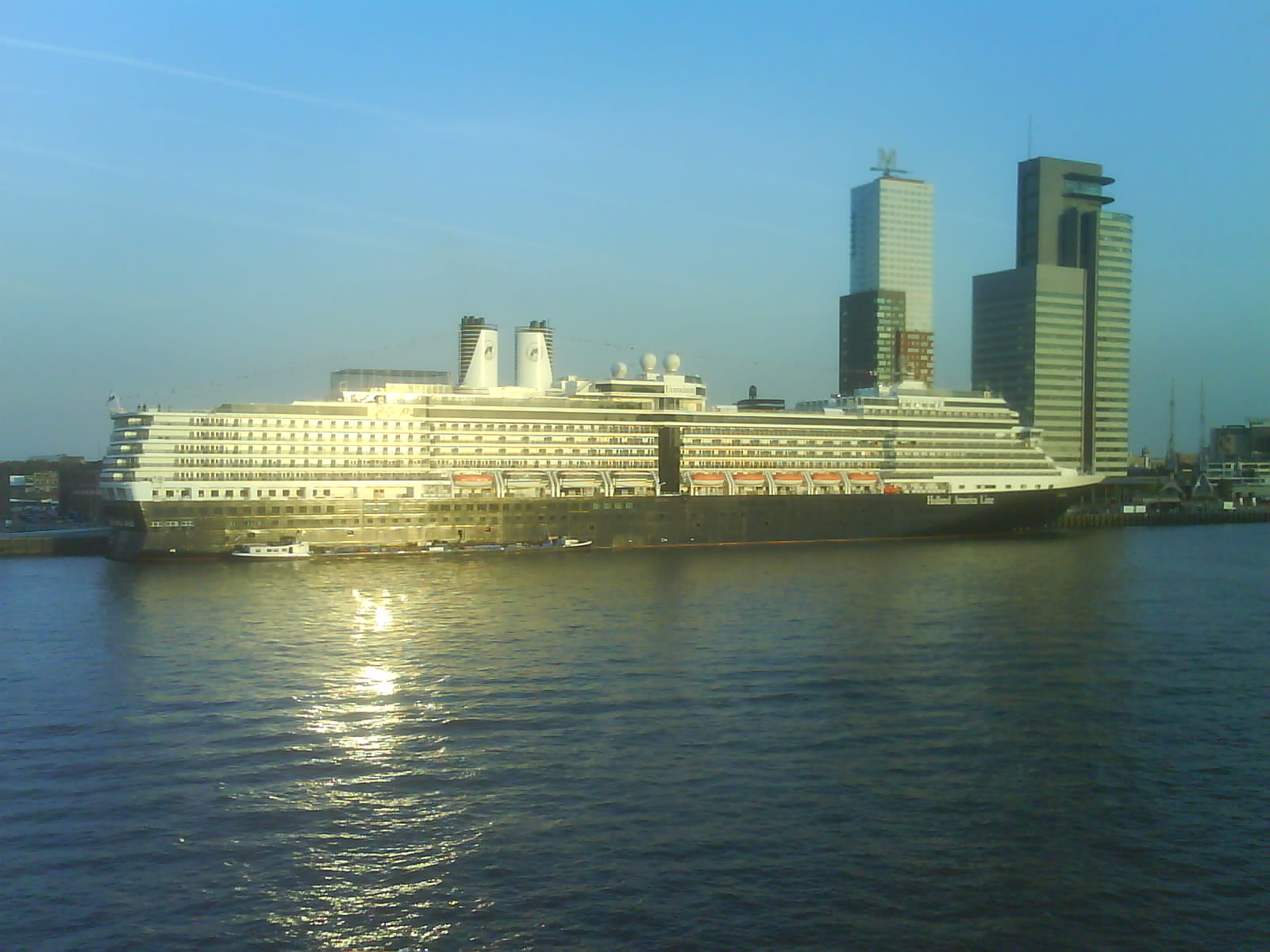
De Eurodam in Rotterdam aan de Wilhelminakade
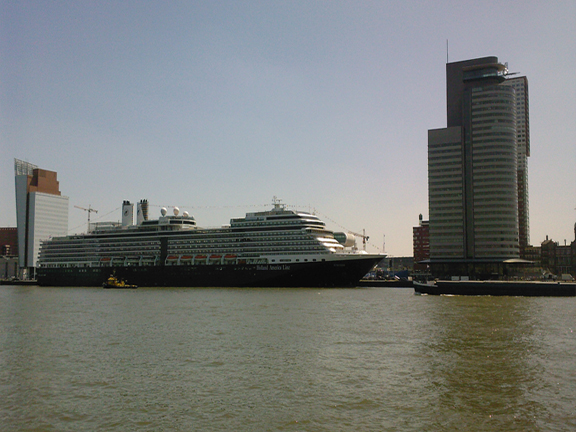
De Eurodam in Rotterdam 1 juli 2008, de dag van haar doop
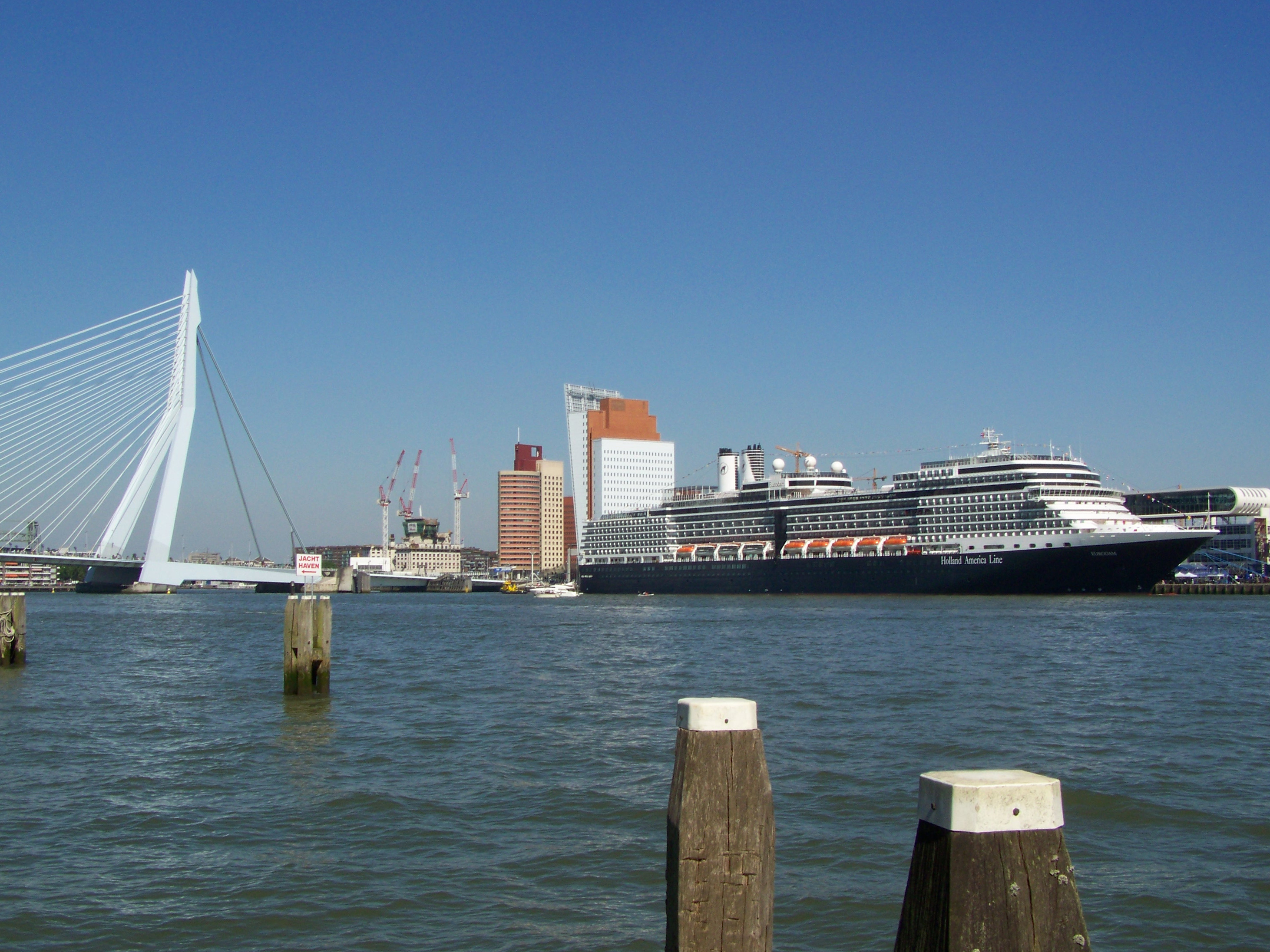
De Eurodam in Rotterdam 1 juli 2008
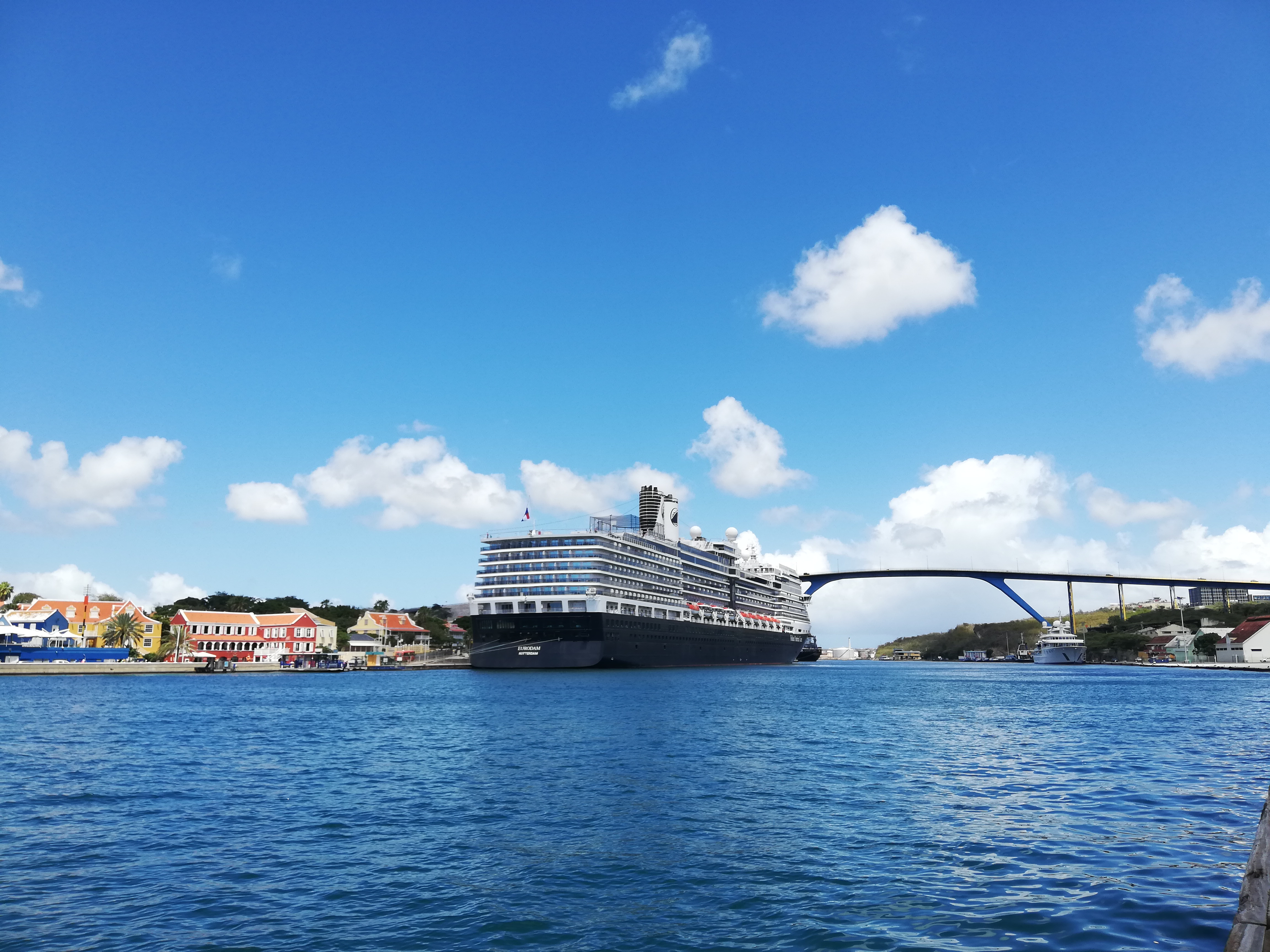
De Eurodam in Willemstad (Curaçao) 2020